# Starogrčka filozofija
Starogrčka filozofija je nastala u 6. veku pre nove ere i nastavila se tokom helenističkog perioda i doba u kojem su Grčka i većina grčkih naselja bile deo Rimskog carstva. Filozofija je korišćena kao vid shvatanja sveta sa nereligiozne perspektive. Ona se bavila širokim spektrom predmeta, uključujući astronomiju, matematiku, političku filozofiju, etiku, metafiziku, ontologiju, logiku, biologiju, retoriku i estetiku.
Grčka filozofija је uticala na veliki deo zapadne kulture od njenog nastanka. Alfred Nort Vajthed је jednom napomenuo: „Najsigurnija opšta karakterizacija evropske filozofske tradicije je ta da se sastoji od niza fusnota do Platona”. Jasne, neprekinute linije uticaja vode od starih grčkih i helenističkih filozofa do rane islamske filozofije, srednjovekovnog skolastizma, evropske renesanse i doba prosvetiteljstva.
Na grčku filozofiju donekle su uticale starija literatura o mudrosti i mitološke kosmogonije drevnog Bliskog Istoka, mada se i dalje raspravlja o obimu tog uticaja. Klasicista Martin Litčfild Vest navodi, „kontakt s orjentalnom kosmologijom i teologijom pomogao je u liberaciji imaginacije ranih grčkih filozofa; to im je zasigurno dalo mnoge sugestivne ideje. Ali oni su sebe učili razumu. Filozofija je, kako je mi razumemo, grčka tvorevina”.
Kasnija filozofska tradicija bila je u tolikoj meri pod uticajem Sokrata, kao što ga je predstavio Platon, da se filozofija razvijena pre Sokrata konvencionalno naziva predsokratskom filozofijom. Periodi koji su sledili, do i nakon ratova Aleksandra Velikog, su periodi „klasične grčke” i „helenističke” filozofije.

## Prеsokratska filozofija
Konvencija o imenovanju onih filozofa koji su bili aktivni pre Sokratove smrti kao presokratovci se ustalila nakon izdavanja Herman Dilsove pulikacije Fragmente der Vorsokratiker 1903. godine, iako taj pojam nije nastao u njoj. Taj izraz se smatra korisnim, jer je ono što je postalo poznato pod nazivom „atenska škola” (sastavljena od Sokrata, Platona i Aristotela) nagovestilo uspon novog pristupa filozofiji. Teza Fridriha Ničea da je ovaj pomak započeo sa Platonom, a ne sa Sokratom (i otuda njegova nomenklatura „predplatonske filozofije”) nije sprečila prevladavanje „predsokratovske” distinkcije.
Predsokratisti su se prvenstveno bavili kosmologijom, ontologijom i matematikom. Oni su se razlikovali od „nefilozofa” po tome što su odbacivali mitološka objašnjenja u korist argumentovanog diskursa.

## Literatura
- Baird, Forrest E.; Kaufmann, Walter (2008). From Plato to Derrida. Upper Saddle River, New Jersey: Pearson Prentice Hall. ISBN 978-0-13-158591-1.
- Nikolaos Bakalis (2005). Handbook of Greek Philosophy: From Thales to the Stoics Analysis and Fragments. Trafford. ISBN 1-4120-4843-5.. Trafford Publishing
- John Burnet, Early Greek Philosophy, 1930.
- Freeman, Charles (1996). Egypt, Greece and Rome. Oxford University Press. ISBN 978-0-19-815003-9.
- William Keith Chambers Guthrie (1962). A History of Greek Philosophy: Volume 1, The Earlier Presocratics and the Pythagoreans..
- Søren Kierkegaard, On the Concept of Irony with Continual Reference to Socrates, 1841.
- A.A. Long. Hellenistic Philosophy. University of California, 1992. (2nd Ed.)
- Martin Litchfield West, Early Greek Philosophy and the Orient, Oxford, Clarendon Press, 1971.
- Martin Litchfield West, The East Face of Helicon: West Asiatic Elements in Greek Poetry and Myth, Oxford [England] ; New York: Clarendon Press, 1997.
- Clark, Stephen (2012). Ancient Mediterranean Philosophy: An Introduction. New York: Bloomsbury.
- Curd, Patricia, and D.W. Graham, ур. (2008). The Oxford Handbook of Presocratic Philosophy. New York: Oxford Univ.. Press.
- Gaca, Kathy L (2003). The Making of Fornication: Eros, Ethics, and Political Reform in Greek Philosophy and Early Christianity. Berkeley: University of California Press.
- Garani, Myrto and David Konstan, ур. (2014). The Philosophizing Muse: The Influence of Greek Philosophy on Roman Poetry. Pierides. 3. Newcastle upon Tyne: Cambridge Scholars Publishing. ISBN 978-1-4438-6985-0.
- Gill, Mary Louise, and Pierre Pellegrin (2009). A Companion to Ancient Greek Philosophy. Oxford: Blackwell.
- Hankinson, R.J (1999). Cause and Explanation in Ancient Greek Thought. Oxford: Oxford University Press.
- Hughes, Bettany. (2010), The Hemlock Cup: Socrates, Athens and the Search for the Good Life., London: Jonathan Cape
- Kahn, C.H (1994). Anaximander and the Origins of Greek Cosmology. Indianapolis, IN: Hackett.
- Martín-Velasco, María José and María José García Blanco eds. Greek Philosophy and Mystery Cults. Newcastle upon Tyne: Cambridge Scholars Publishing. 2016.
- Nightingale, Andrea W (2004). Spectacles of Truth in Classical Greek Philosophy: Theoria in its Cultural Context. Cambridge, UK: Cambridge Univ.. Press.
- O’Grady, Patricia (2002). Thales of Miletus. Aldershot, UK: Ashgate.
- Preus, Anthony (2010). The A to Z of Ancient Greek Philosophy. Lanham, MD: Scarecrow.
- Reid, Heather L (2011). Athletics and Philosophy in the Ancient World: Contests of Virtue.. Ethics and Sport.   London; New York:  Routledge.
- Wolfsdorf, David (2013). Pleasure in Ancient Greek Philosophy. Key Themes in Ancient Philosophy.. Cambridge; New York:  Cambridge University Press.
- Brisson, L. et al. Lire les Présocratiques. Presses universitaires de France, Paris, 2012.
- Burnet, John, Early Greek Philosophy, Meridian Books, New York, 1957
- Colli, Giorgio, The Greek Wisdom (La Sapienza greca, 3 vol. Milan 1977-1980)
- De Vogel, Cornelia J. Greek Philosophy.. Volume I, Thales to Plato, E.J. Brill, Leiden, 1963
- Diels, Hermann, Diels, Hermann (1906). Die Fragmente der Vorsokratiker (6th изд.).. rev. by Walther Kranz (Berlin, 1952).
- Freeman, Kathleen, Freeman, Kathleen (1948). Ancilla to the Pre-Socratic Philosophers: A Complete Translation of the Fragments in Diels. Forgotten Books. ISBN 978-1-60680-256-4.. (Cambridge, [1948] 1970).
- Lloyd, G. E. R., Early Greek Science: Thales to Aristotle. New York: Norton,.1970.
- Kirk, G.S., Raven, J.E. & Schofield, M., The Presocratic Philosophers (Second Edition), Cambridge University Press, 1983
- Nahm, Milton C. Selections from Early Greek Philosophy.. Appleton-Century-Crofts, Inc., 1962
- Alain Sournia (2007). Voyage en pays présocratique.. Publibook,
- Giannis Stamatellos (2012). Introduction to Presocratics: A Thematic Approach to Early Greek Philosophy with Key Readings.. Wiley-Blackwell,
- Adrados, Francisco R (1994). „Human Vocabulary and Naturalist Vocabulary in the Presocratics.”. Glotta. 72 (1–4): 182—195.
- Cornford, F. M (1991). From Religion to Philosophy: A Study in the Origins of Western Speculation. Princeton, NJ: Princeton Univ.. Press.
- Graham, D. W (2010). The Texts of Early Greek Philosophy: The Complete Fragments and Selected Testimonies of the Major Presocratics.. 2 vols. Cambridge, UK: Cambridge University Press.
- Franek, Juraj (2013). „Presocratic Philosophy and the Origins of Religion.”. Graeco-Latina Brunensia. 18 (1): 57—74.
- Furley, D. J., and R. E. Allen, ур. (1970). Studies in Presocratic Philosophy. 1.. The Beginnings of Philosophy. London: Routledge & Kegan Paul.
- Jaeger, W (1947). The Theology of the Early Greek Philosophers. Oxford: Oxford Univ.. Press.
- Mansfeld, J., and D. T. Runia (2010). Aëtiana: The Method and Intellectual Context of a Doxographer. 3.. Studies in the Doxographical Traditions of Ancient Philosophy. Leiden, The Netherlands, and New York: Brill.
- Mansfeld, J. and O. Primavesi (2011). Die Vorsokratiker: Griechisch/Deutsch. Stuttgart: Reclam.
- McKirahan, R. D (2011). Philosophy Before Socrates. Indianapolis, IN: Hackett.
- Robb, K., ур. (1983). Language and Thought in Early Greek Philosophy. La Salle, IL: Hegeler Institute. ISBN 978-0-914417-01-9.
- Stokes, M (1971). One and Many in Presocratic Philosophy. Washington, DC: Center for Hellenic Studies.
- Vlastos, G (1995). Studies in Greek Philosophy. 1.. The Presocratics. Edited by D. W. Graham. Princeton, NJ: Princeton University Press.
- E. Zeller, Die Philosophie der Griechen, 1st Volume, p. 378-395, Tübingen, 1856
- A. Fairbanks, The First Philosophers of Greece, p. 65-85, New York, 1898 (cf. Hanover Historical Texts)
- M. R. Wright, The Presocratics - the main fragments in Greek, Bristol, 1985 (cf. Xenophanes of Colophon by Giannis Stamatellos)
- B. Gentili and C. Prato (eds.), Poetarum Elegiacorum Testimonia et Fragmenta 1, Leipzig 1988 (best Greek text available)
- „J.H. Lesher”. ed. Архивирано из оригинала 9 March 2009. г. Проверите вредност парамет(а)ра за датум: |date= (помоћ), Xenophanes; Lesher, James H. (јануар 2001). Xenophanes. Fragments. University of Toronto Press. ISBN 978-0-8020-8508-5., Toronto 1992 (best English edition and translation)
- J. Lesher, Presocratic Contributions to the Theory of Knowledge, 1998
- U. De Young, "The Homeric Gods and Xenophanes' Opposing Theory of the Divine", 2000
- W. Drechsler and R. Kattel, "Mensch und Gott bei Xenophanes", in: M. Witte, ed., Gott und Mensch im Dialog. Festschrift für Otto Kaiser zum 80. Geburtstag, Berlin – New York 2004, 111-129
- H. Fränkel, „Xenophanesstudien”. Hermes. 60: 174—192. 1925.
- E. Heitsch, Xenophanes und die Anfänge kritischen Denkens. Mainzer Akademie der Wissenschaften und der Literatur, Abh. d. Geistes- und Sozialwiss. Kl., 1994, H. 7
- W. Jaeger, The Theology of the Early Greek Philosophers, Gifford Lectures 1936, repr. Westport, Ct. 1980
- K. Jaspers, The Great Philosophers 3, New York etc. 1993
- R. Kattel (1997). „The Political Philosophy of Xenophanes of Colophon”. Trames. 1 (2): 125. doi:10.3176/tr.1997.2.03.(51/46) , 125-142
- O. Kaiser, "Der eine Gott und die Götter der Welt", in: Zwischen Athen und Jerursalem. Studien zur griechischen und biblischen Theologie, ihrer Eigenart und ihrem Verhältnis, Berlin - New York 2003, 135-152
- Luchte, James (2011). Early Greek Thought: Before the Dawn. London: Bloomsbury Publishing. ISBN 978-0567353313.
- K. Ziegler (1965). „Xenophanes von Kolophon, ein Revolutionär des Geistes”. Gymmasium. 72: 289—302.
- Classen, C. J. 1989. "Xenophanes and the Tradition of Epic Poetry". In Ionian Philosophy. Edited by K. Boudouris, 91–103. Athens, Greece: International Association for Greek Philosophy.
- Graham, D. W (2010). The Texts of the Early Greek Philosophers: The Complete Fragments and Selected Testimonies of the Major Presocratics. Cambridge, UK: Cambridge Univ.. Press.
- Granger, H (2007). „Poetry and Prose: Xenophanes of Colophon”. Transactions of the American Philological Association. 137 (2): 403—433. doi:10.1353/apa.2008.0000..
- Granger, H (2013). „Xenophanes' Positive Theology and his Criticism of Greek Popular Religion”. Ancient Philosophy. 33 (2): 235—271. doi:10.5840/ancientphil201333221.
- Mansfeld, J (1987). „Theophrastus and the Xenophanes Doxography”. Mnemosyne. 40 (3–4): 286—312. doi:10.1163/156852587X00490..
- Warren, J (2007). Presocratics. Stocksfield, UK: Acumen.

## Spoljašnje veze
- -author= -
- Starogrčka filozofija на веб-сајту PhilPapers
- Starogrčka filozofija на веб-сајту InPho